# Bisdom Jardim
Het bisdom Jardim (Latijn: Dioecesis Viridariensis) is een rooms-katholiek bisdom met als zetel Belo Jardim, in Brazilië. Het bisdom is suffragaan aan het aartsbisdom Campo Grande.

## Geschiedenis
Het bisdom werd opgericht op 30 januari 1981, uit delen van het bisdom Corumbá .

## Parochies
Het bisdom had in 2021 een oppervlakte van 69.942 km2 en telde 241.000 inwoners waarvan 60,3% rooms-katholiek was.

## Bisschoppen
- Onofre Cândido Rosa (16 februari 1981 - 4 augustus 1999)
- Bruno Pedron (4 augustus 1999 - 11 april 2007; coadjutor sinds 24 maart 1999)
- Jorge Alves Bezerra (21 mei 2008 - 7 november 2012)
- João Gilberto de Moura (3 juli 2013 - heden)

Campo Grande (aartsbisdom) · Corumbá · Coxim · Dourados · Jardim · Naviraí · Três Lagoas